# Filips van der Aa

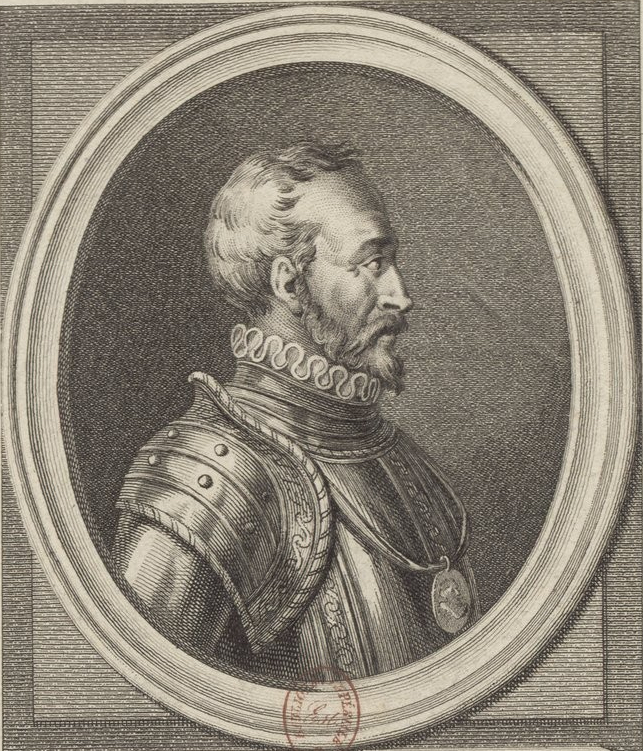

Filips van der Aa (Mechelen, ? - ?, na 1586) was een Nederlandse staatsman gedurende de Nederlandse strijd voor onafhankelijkheid tijdens de Tachtigjarige Oorlog. 
Philips van der Aa was een ridder en heer van Schiplaken. Hij was de zoon van Floris van der Aa en Margaretha 't Serclaes, en kleinzoon van Jan van der Aa, die burgemeester was van Mechelen en heer van Schiplaken. Hij diende als edelman van Maria van Hongarije en was burgemeester van Mechelen in 1564. Hij ondertekende het Verbond der Edelen, maar werd verbannen door Alva. In 1572 keerde hij terug naar Mechelen en wist met hulp van Arend van Dorp de stad over te nemen en over te laten gaan naar de kant van Willem van Oranje. Philips stond in hoog aanzien bij de Prins en behoorde vaak tot zijn naaste omgeving, bijvoorbeeld tijdens de ziekte van de Prins in 1574. In 1573 werkte hij als raadsman van Oranje's luitenant-gouverneur in het Noorderkwartier, Diederik Sonoy, en droeg hij bij aan het versterken van verschillende steden en het ontzet van Alkmaar. Hij was ook aanwezig bij het ontzet van Leiden en nam deel aan een onderneming onder Lodewijk van Boisot om een dijk bij Zoeterwoude op de Spanjaarden te veroveren, wat echter mislukte. Na een kort verblijf in Engeland werd Philips benoemd tot bevelhebber van Gorinchem. In 1579 onderdrukte hij de beweging van de roomsgezinden te Zaltbommel. Hij was aanwezig bij de begrafenis van prins Willem en werd voor het laatst genoemd als afgevaardigde voor het huis Nassau bij de beëdiging van een baljuw te Vlissingen in 1586. 
Philips was getrouwd met Petronella van der Dilft, dochter van Erasmus van der Dilft, schepen te Antwerpen. Zijn kinderen waren Adriaan, Geertruid en Philips.